# 合肥高科
合肥高科科技股份有限公司（英語：Hefei Gaoco Technology Co.,Ltd.；北交所：430718，简称：合肥高科），是中国北京证券交易所的一家上市公司，主要从事彩晶玻璃面板、金属模具、冲压件的设计、研发、生产和销售。
公司前身为2009年成立的合肥高科科技有限公司，由胡翔和叶海滨2名自然人共同出资组建。2013年整体变更为股份公司并更为现名。2022年12月22日在北京证券交易所上市。
2022年，公司实现营业收入9.18亿元，同比上涨6.88%；实现净利润4662.53万元，同比上涨5.94%。